# Liste des manuscrits du Nouveau Testament en minuscules grecques (1001–2000)
Le groupe de manuscrits du Nouveau Testament grec est composé de ceux écrits sur parchemin en lettres minuscules. Ces parchemins ont tous été réalisés entre le IXe et le XVe siècle,. Le nombre de ces manuscrits en existences au-dessus de 2911.

## Minuscules 1001–1500
| #                         | Date         | Contenu                                      | Institution | Ville                       | Pays               |
| ------------------------- | ------------ | -------------------------------------------- | --- | --------------------------- | ------------------ |
| 1001                      | XIIIe siècle | Évangiles                                    | Monastère d'Iveron, 252 (33)                                                                                             | Athos                       | Grèce              |
| 1002                      | XIVe siècle  | Évangiles                                    | Monastère d'Iveron, 712 (51)                                                                                             | Athos                       | Grèce              |
| 1003                      | XVe siècle   | Évangiles                                    | Monastère d'Iveron, 689 (52)                                                                                             | Athos                       | Grèce              |
| 1004                      | XIIIe siècle | Évangiles                                    | Monastère d'Iveron, 334 (53)                                                                                             | Athos                       | Grèce              |
| 1005                      | XIVe siècle  | Évangiles                                    | Monastère d'Iveron, 726 (55)                                                                                             | Athos                       | Grèce              |
| 1006                      | XIe siècle   | Évangiles                                    | Monastère d'Iveron, 728 (56)                                                                                             | Athos                       | Grèce              |
| 1007                      | XIIe siècle  | Évangiles                                    | Monastère d'Iveron, 928 (59)                                                                                             | Athos                       | Grèce              |
| 1008                      | XIIIe siècle | Évangiles                                    | Monastère d'Iveron, 945 (61)                                                                                             | Athos                       | Grèce              |
| 1009                      | XIIIe siècle | Évangiles                                    | Monastère d'Iveron, 972 (63)                                                                                             | Athos                       | Grèce              |
| 1010                      | XIIe siècle  | Évangiles                                    | Monastère d'Iveron, 738 (66)                                                                                             | Athos                       | Grèce              |
| 1011                      | 1263         | Évangiles                                    | Monastère d'Iveron, 992 (67)                                                                                             | Athos                       | Grèce              |
| 1012                      | XI           | Évangiles                                    | Monastère d'Iveron, 1063 (68)                                                                                            | Athos                       | Grèce              |
| 1013                      | XI/XII       | Évangiles                                    | Monastère d'Iveron, 1033 (69)                                                                                            | Athos                       | Grèce              |
| 1014                      | XI           | Évangiles                                    | Monastère d'Iveron, 1032 (72)                                                                                            | Athos                       | Grèce              |
| 1015                      | XIII         | Évangiles                                    | Monastère d'Iveron, 1390 (75)                                                                                            | Athos                       | Grèce              |
| 1016 + 1150               | XIII         | Évangile selon Luc 1,1-10,42                 | Monastère d'Iveron, 222 (371), 409 fol.                                                                                  | Athos                       | Grèce              |
| 1017                      | 1433         | Évangiles                                    | Monastère d'Iveron, 843 (548)                                                                                            | Athos                       | Grèce              |
| 1018                      | XV           | Évangiles                                    | Monastère d'Iveron, 272 (549)                                                                                            | Athos                       | Grèce              |
| 1019                      | XVI          | Évangiles                                    | Monastère d'Iveron, 229 (550)                                                                                            | Athos                       | Grèce              |
| 1020                      | XIV          | Évangiles                                    | Monastère d'Iveron, 112 (562)                                                                                            | Athos                       | Grèce              |
| 1021                      | XIII         | Évangiles                                    | Monastère d'Iveron, 178 (599)                                                                                            | Athos                       | Grèce              |
| 1022                      | XIV          | Actes, Paul                                  | Walters Art Gallery, Ms. W. 533                                                                                          | Baltimore, Maryland         | États-Unis         |
| 1023                      | 1338         | Évangiles                                    | Monastère d'Iveron, 1267 (608)                                                                                           | Athos                       | Grèce              |
| 1024                      | XV           | Évangiles                                    | Monastère d'Iveron, 1071 (610)                                                                                           | Athos                       | Grèce              |
| 1025                      | XIV          | Évangiles                                    | Monastère d'Iveron, 207 (636)                                                                                            | Athos                       | Grèce              |
| 1026                      | XV           | Évangiles                                    | Monastère d'Iveron, 978 (641)                                                                                            | Athos                       | Grèce              |
| 1027                      | 1492         | Matthieu-Luc                                 | Monastère d'Iveron, 453 (647)                                                                                            | Athos                       | Grèce              |
| 1028                      | XI           | Matthieu                                     | Monastère d'Iveron, 2173 (665)                                                                                           | Athos                       | Grèce              |
| 1029                      | XIV          | Évangiles                                    | Monastère d'Iveron, 999 (671)                                                                                            | Athos                       | Grèce              |
| 1030                      | 1518         | Évangiles                                    | Monastère d'Iveron, 342 (809)                                                                                            | Athos                       | Grèce              |
| 1031                      | XIII         | Luc-Jean                                     | Monastère d'Iveron, 890 (719)                                                                                            | Athos                       | Grèce              |
| 1032                      | XIV          | Évangiles †                                  | Monastère de Karakallou, 19 (37)                                                                                         | Athos                       | Grèce              |
| 1033                      | XIV          | Évangiles                                    | Monastère de Karakallou, 20 (35)                                                                                         | Athos                       | Grèce              |
| 1034                      | XIII         | Évangiles                                    | Monastère de Karakallou, 31 (43)                                                                                         | Athos                       | Grèce              |
| 1035                      | XIII         | Évangiles                                    | Monastère de Karakallou, 34 (46)                                                                                         | Athos                       | Grèce              |
| 1036                      | XIV          | Évangiles                                    | Monastère de Karakallou, 35 (45)                                                                                         | Athos                       | Grèce              |
| 1037                      | XIV          | Évangiles                                    | Monastère de Karakallou, 36 (48)                                                                                         | Athos                       | Grèce              |
| 1038                      | XIV          | Évangiles                                    | Monastère de Karakallou, 37 (49)                                                                                         | Athos                       | Grèce              |
| 1039                      | XIV          | Évangiles                                    | Monastère de Karakallou, 111 (271)                                                                                       | Athos                       | Grèce              |
| 1040                      | XIV          | N. Testament (en plus de Apoc.) †            | Monastère de Karakallou, 121 (268)                                                                                       | Athos                       | Grèce              |
| 1041                      | 1293         | Évangiles                                    | Monastère de Karakallou, 128 (31)                                                                                        | Athos                       | Grèce              |
| 1042                      | XIV          | Évangiles †                                  | Monastère de Karakallou, 198 (260)                                                                                       | Athos                       | Grèce              |
| 1043                      | XIV          | Matthieu, Jean                               | Monastère de Konstamonitou, 1                                                                                            | Athos                       | Grèce              |
| 1044                      | XVII         | Évangiles                                    | Monastère de Konstamonitou, 61                                                                                           | Athos                       | Grèce              |
| 1045                      | XI           | Évangiles                                    | Monastère de Konstamonitou, 105                                                                                          | Athos                       | Grèce              |
| 1046                      | XII          | Évangiles                                    | Monastère de Koutloumousiou, 67                                                                                          | Athos                       | Grèce              |
| 1047                      | XIII         | Évangiles †                                  | Monastère de Koutloumousiou, 68                                                                                          | Athos                       | Grèce              |
| 1048                      | XIII         | Évangiles                                    | Monastère de Koutloumousiou, 69                                                                                          | Athos                       | Grèce              |
| 1049                      | XI           | Évangiles                                    | Monastère de Koutloumousiou, 70                                                                                          | Athos                       | Grèce              |
| 1050                      | 1268         | Évangiles                                    | Monastère de Koutloumousiou, 71                                                                                          | Athos                       | Grèce              |
| 1051                      | 12th         | Évangiles                                    | Monastère de Koutloumousiou, 72                                                                                          | Athos                       | Grèce              |
| 1052                      | XIII         | Évangiles                                    | Monastère de Koutloumousiou, 73                                                                                          | Athos                       | Grèce              |
| 1053                      | XIII         | Évangiles                                    | Monastère de Koutloumousiou, 74                                                                                          | Athos                       | Grèce              |
| 1054                      | XI           | Évangiles                                    | Monastère de Koutloumousiou, 75                                                                                          | Athos                       | Grèce              |
| 1055                      | X            | Évangiles                                    | Monastère de Koutloumousiou, 76                                                                                          | Athos                       | Grèce              |
| 1056                      | XI           | Évangiles                                    | Monastère de Koutloumousiou, 77                                                                                          | Athos                       | Grèce              |
| 1057                      | XIII         | Évangiles                                    | Monastère de Koutloumousiou, 78                                                                                          | Athos                       | Grèce              |
| 1058                      | XII          | Évangiles                                    | Monastère de Koutloumousiou, 90a                                                                                         | Athos                       | Grèce              |
| 1059                      | XV           | Évangiles                                    | Monastère de Koutloumousiou, 278                                                                                         | Athos                       | Grèce              |
| 1060                      | XV           | Évangiles                                    | Monastère de Koutloumousiou, 281                                                                                         | Athos                       | Grèce              |
| 1061                      | 1362         | Évangiles                                    | Monastère de Koutloumousiou, 283                                                                                         | Athos                       | Grèce              |
| 1062                      | XIV          | Évangiles                                    | Monastère de Koutloumousiou, 284                                                                                         | Athos                       | Grèce              |
| 1063                      | XVII         | Évangiles                                    | Monastère de Koutloumousiou, 285                                                                                         | Athos                       | Grèce              |
| 1064                      | XVIII        | Évangiles                                    | Monastère de Koutloumousiou, 286                                                                                         | Athos                       | Grèce              |
| 1065                      | XVI          | Évangiles                                    | Monastère de Koutloumousiou, 287                                                                                         | Athos                       | Grèce              |
| 1066                      | X            | Évangiles                                    | Monastère de Koutloumousiou, 288                                                                                         | Athos                       | Grèce              |
| 1067                      | XIV          | Évangiles                                    | Monastère de Koutloumousiou, 289                                                                                         | Athos                       | Grèce              |
| 1068                      | XVI          | Évangiles                                    | Monastère de Koutloumousiou, 290                                                                                         | Athos                       | Grèce              |
| 1069                      | XIII         | Évangiles                                    | Monastère de Koutloumousiou, 291                                                                                         | Athos                       | Grèce              |
| 1070                      | XIII         | Évangiles                                    | Monastère de Koutloumousiou, 293                                                                                         | Athos                       | Grèce              |
| 1071                      | XIIe siècle  | Évangiles                                    | Grande Laure | Athos                       | Grèce              |
| 1072                      | XIII         | Nouveau Testament                            | Grande Laure | Athos                       | Grèce              |
| 1073                      | X/XI         | Évangiles, Actes des Apôtres                 | Grande Laure | Athos                       | Grèce              |
| 1074                      | XI           | Évangiles                                    | Grande Laure | Athos                       | Grèce              |
| 1075                      | XIV          | Nouveau Testament                            | Grande Laure | Athos                       | Grèce              |
| 1076                      | X            | Évangiles                                    | Grande Laure | Athos                       | Grèce              |
| 1077                      | X            | Évangiles                                    | Grande Laure | Athos                       | Grèce              |
| 1078                      | X            | Évangiles                                    | Grande Laure | Athos                       | Grèce              |
| 1079                      | X            | Évangiles                                    | Grande Laure | Athos                       | Grèce              |
| 1080                      | IX           | Évangiles                                    | Grande Laure | Athos                       | Grèce              |
| 1081                      | XII          | Évangiles                                    | Monastère de Xeropotamou 103                                                                                             | Athos                       | Grèce              |
| 1082                      | XIVe siècle  | Évangiles                                    | Monastère de Xeropotamou 105                                                                                             | Athos                       | Grèce              |
| 1083                      | XIII         | Évangiles                                    | Monastère de Xeropotamou 107                                                                                             | Athos                       | Grèce              |
| 1084                      | XIV          | Évangiles                                    | Monastère de Xeropotamou 108                                                                                             | Athos                       | Grèce              |
| 1085                      | XIII         | Évangiles                                    | Monastère de Xeropotamou 115                                                                                             | Athos                       | Grèce              |
| 1086                      | XVII         | Évangiles                                    | Monastère de Xeropotamou 123                                                                                             | Athos                       | Grèce              |
| 1087                      | XIII         | Évangiles                                    | Monastère de Xeropotamou 200                                                                                             | Athos                       | Grèce              |
| 1088                      | XVI          | Évangiles                                    | Monastère de Xeropotamou 205                                                                                             | Athos                       | Grèce              |
| 1089                      | XIV          | Évangiles                                    | Monastère de Xeropotamou 221                                                                                             | Athos                       | Grèce              |
| 1090                      | X            | Évangiles                                    | Monastère de Xeropotamou                                                                                                 | Athos                       | Grèce              |
| 1091                      | XII          | Évangiles                                    | Panteleimonos, 25 | Athos                       | Grèce              |
| 1092                      | XIV          | Évangiles                                    | Panteleimonos, 26 | Athos                       | Grèce              |
| 1093                      | 1302         | Évangiles                                    | Panteleimonos, 28 | Athos                       | Grèce              |
| 1094                      | XIII         | Nouveau Testament †                          | Panteleimonos, 29 | Athos                       | Grèce              |
| 1095                      | XIVe siècle  | Évangiles                                    | Monastère d'Aghios Pavlos, 99 (4)                                                                                        | Athos                       | Grèce              |
| 1096                      | XIII         | Évangiles                                    | Monastère d'Aghios Pavlos, 52 (5)                                                                                        | Athos                       | Grèce              |
| 1097                      | XII          | Évangiles †                                  | Monastère de Protatou, 52 (5)                                                                                            | Athos                       | Grèce              |
| 1098                      | XIII         | Évangiles                                    | Monastère de Konstamonitou, 106                                                                                          | Athos                       | Grèce              |
| 1099                      | XIVe siècle  | Actes, Épîtres de Paul                       | Monastère de Dionysiou, 135 (68)                                                                                         | Athos                       | Grèce              |
| 1100                      | 1376         | Actes, Épîtres de Paul †                     | Monastère de Dionysiou, 135 (68)                                                                                         | Athos                       | Grèce              |
| 1101                      | 1660         | Actes, Épîtres de Paul †                     | Monastère de Dionysiou, 383 (382)                                                                                        | Athos                       | Grèce              |
| 1102                      | XIV          | Actes, Épîtres de Paul                       | Monastère de Docheiariou, 38                                                                                             | Athos                       | Grèce              |
| 1103                      | XIII         | Actes, Épîtres de Paul                       | Monastère de Docheiariou, 48                                                                                             | Athos                       | Grèce              |
| 1104                      | 1702         | Actes, Épîtres de Paul                       | Monastère de Docheiariou, 136                                                                                            | Athos                       | Grèce              |
| 1105                      | XV           | Actes, Épîtres de Paul                       | Monastère de Docheiariou, 139                                                                                            | Athos                       | Grèce              |
| 1106                      | XIV          | Actes, Épîtres de Paul †                     | Monastère de Docheiariou, 147                                                                                            | Athos                       | Grèce              |
| 1107                      | XIII         | Actes, Épîtres de Paul                       | Monastère d'Esphigmenou, 63                                                                                              | Athos                       | Grèce              |
| 1108                      | XIII         | Actes, Épîtres de Paul †                     | Monastère d'Esphigmenou, 64                                                                                              | Athos                       | Grèce              |
| 1109                      | XIV          | Actes, Épîtres de Paul                       | Monastère d'Esphigmenou, 64                                                                                              | Athos                       | Grèce              |
| 1110                      | X            | Évangiles                                    | Monastère de Stavroniketa, 43                                                                                            | Athos                       | Grèce              |
| 1111                      | XIV          | Évangiles                                    | Monastère de Stavroniketa, 53                                                                                            | Athos                       | Grèce              |
| 1112                      | XII          | Marc 12,19-Luc 10,30                         | Monastère de Stavroniketa, 54                                                                                            | Athos                       | Grèce              |
| 1113                      | XIII         | Évangiles                                    | Monastère de Stavroniketa, 56                                                                                            | Athos                       | Grèce              |
| 1114                      | XIV          | Évangiles                                    | Monastère de Stavroniketa, 70                                                                                            | Athos                       | Grèce              |
| 1115                      | XII          | Actes, Épîtres de Paul †                     | Monastère d'Esphigmenou, 66                                                                                              | Athos                       | Grèce              |
| 1116                      | XV           | Luc-Jaen                                     | Monastère de Stavroniketa, 127                                                                                           | Athos                       | Grèce              |
| 1117                      | XIV          | Évangiles                                    | Monastère de Philotheou, 1768 (5)                                                                                        | Athos                       | Grèce              |
| 1118                      | XII          | Évangiles                                    | Monastère de Philotheou, 1784 (21)                                                                                       | Athos                       | Grèce              |
| 1119                      | XIV          | Marc, Luc, Jean                              | Monastère de Philotheou, 1785 (22)                                                                                       | Athos                       | Grèce              |
| 1120                      | X            | Évangiles                                    | Monastère de Philotheou, 1796 (33)                                                                                       | Athos                       | Grèce              |
| 1121                      | 1304         | Évangiles                                    | Monastère de Philotheou, 1802 (39)                                                                                       | Athos                       | Grèce              |
| 1122                      | XIII         | Évangiles                                    | Monastère de Philotheou, 1804 (41)                                                                                       | Athos                       | Grèce              |
| 1123                      | XI           | Évangiles                                    | Monastère de Philotheou, 1807 (44)                                                                                       | Athos                       | Grèce              |
| 1124                      | XII          | Marc 6,11-16,20; Luc 1,25-16,24              | Monastère de Philotheou, 1808 (45)                                                                                       | Athos                       | Grèce              |
| 1125                      | XII          | Évangiles                                    | Monastère de Philotheou, 1809 (46)                                                                                       | Athos                       | Grèce              |
| 1126                      | XIII         | Évangiles                                    | Monastère de Philotheou, 1810 (47)                                                                                       | Athos                       | Grèce              |
| 1127                      | XII          | Nouveau Testament (en plus de Apoc.)         | Monastère de Philotheou, 1811 (48)                                                                                       | Athos                       | Grèce              |
| 1128                      | XII          | Évangiles †                                  | Monastère de Philotheou, 1814 (51)                                                                                       | Athos                       | Grèce              |
| 1129                      | XIII         | Matthieu, Marc, Luc                          | Monastère de Philotheou, 1816 (53)                                                                                       | Athos                       | Grèce              |
| 1130                      | XV           | Évangiles †                                  | Monastère de Philotheou, 1832 (68)                                                                                       | Athos                       | Grèce              |
| 1131                      | XV           | Évangiles                                    | Monastère de Philotheou, 1835 (71)                                                                                       | Athos                       | Grèce              |
| 1132                      | XV           | Évangiles                                    | Monastère de Philotheou, 1836 (72)                                                                                       | Athos                       | Grèce              |
| 1133                      | XIV          | Évangiles †                                  | Monastère de Philotheou, 1838 (74)                                                                                       | Athos                       | Grèce              |
| 1134                      | 1671         | Évangiles                                    | Monastère de Philotheou, 1841 (77)                                                                                       | Athos                       | Grèce              |
| 1135                      | XV           | Évangiles †                                  | Monastère de Philotheou, 1842 (78)                                                                                       | Athos                       | Grèce              |
| 1136                      | 1337         | Évangiles                                    | Monastère de Philotheou, 1844 (80)                                                                                       | Athos                       | Grèce              |
| 1137                      | XIII         | Évangiles †                                  | Monastère de Philotheou, 1850 (86)                                                                                       | Athos                       | Grèce              |
| 1138                      | XII          | Évangiles                                    | Monastère de Hilandar, 5                                                                                                 | Athos                       | Grèce              |
| 1139                      | 1728         | Évangiles                                    | Monastère de Hilandar, 19                                                                                                | Athos                       | Grèce              |
| 1140                      | 1242         | N. Testament (en plus de Évangiles)          | Monastère d'Esphigmenou, 67                                                                                              | Athos                       | Grèce              |
| 1141                      | XI           | Évangiles                                    | Monastère de Hilandar, 19                                                                                                | Athos                       | Grèce              |
| 1142                      | XIII         | Évangiles                                    | Albanie Nationale Archives? Dumbarton Oaks, acc. no. 58.105, 1 fol. (J. miniat.)                                         | Tirana Washington D.C.      | Albanie États-Unis |
| 1143                      | IX           | Évangiles                                    | Albanie Nationale Archives, No. 2                                                                                        | Tirana                      | Albanie            |
| 1144                      | XII          | Évangiles                                    | Patriarcat œcuménique, ehem. Chalki, Triados, 9 (11)                                                                     | Istanbul                    | Turquie            |
| 1145                      | XII          | Évangiles                                    | Patriarcat œcuménique, ehem. Chalki, Triados, 10 (12)                                                                    | Istanbul                    | Turquie            |
| 1146                      | XIV          | Évangiles                                    | Patriarcat œcuménique, ehem. Chalki, Kamariotissis, 8                                                                    | Istanbul                    | Turquie            |
| 1147                      | 1370         | Évangiles                                    | Patriarcat œcuménique, ehem. Chalki, Kamariotissis, 27                                                                   | Istanbul                    | Turquie            |
| 1148 = 2506               | XIII         | Évangiles                                    | Patriarcat œcuménique, ehem. Chalki, Kamariotissis, 92 (95)                                                              | Istanbul                    | Turquie            |
| 1149                      | XIII         | Nouveau Testament (en plus de Apoc.)         | Patriarcat œcum., ehem. Chalki, Kamariotissis, 130 (133)                                                                 | Istanbul                    | Turquie            |
| 1150 cf. 1016             | XIII         | Luc 11:1-24:53                               | Bibliothèque nationale de Grèce, Taphu 466, 410 fol.                                                                     | Athènes                     | Grèce              |
| 1151                      |              | Slavic Tetraevangelium                       | |                             |                    |
| 1152                      | 1133         | Évangiles                                    | University of Chicago Library, Ms. 129                                                                                   | Chicago                     | États-Unis         |
| 1153 = 2381               |              |                                              | |                             |                    |
| 1154                      | XII          | Évangiles                                    | Bibliothèque nationale de Grèce ?                                                                                        | Athènes                     | Grèce              |
| 1155                      | XIV          | Évangiles †                                  | Bibliothèque nationale de Grèce, Taphu 390                                                                               | Athènes                     | Grèce              |
| 1156                      | 1322         | Évangile selon Matthieu                      | Limonos, 35, fol. 121-156                                                                                                | Kalloni, Lesbos             | Grèce              |
| 1157                      | XI           | Évangiles †                                  | Limonos, 67 | Kalloni, Lesbos             | Grèce              |
| 1158                      | XV           | Évangiles                                    | Limonos, 97 | Kalloni, Lesbos             | Grèce              |
| 1159                      | XIV          | Matthieu, Marc, Luc                          | Limonos, 99 | Kalloni, Lesbos             | Grèce              |
| 1160                      | XII          | Évangiles †                                  | Joannu, 58 | Patmos                      | Grèce              |
| 1160abs                   | 1888         | Évangiles                                    | Panteleimonos, 661 | Athos                       | Grèce              |
| 1161                      | 1280         | Actes, Paul                                  | Joannu, 14 | Patmos                      | Grèce              |
| 1162                      | XI           | Actes, Paul                                  | Joannu, 15 | Patmos                      | Grèce              |
| 1163                      | 1038         | Évangiles                                    | Joannu, 76 | Patmos                      | Grèce              |
| 1164                      | XI           | Évangiles                                    | Joannu, 80 | Patmos                      | Grèce              |
| 1165                      | 1335         | Évangiles                                    | Joannu, 81 | Patmos                      | Grèce              |
| 1166                      | X            | Évangiles                                    | Joannu, 82 | Patmos                      | Grèce              |
| 1167                      | XI/XII       | Évangiles                                    | Joannu, 83 | Patmos                      | Grèce              |
| 1168                      | XI           | Évangiles                                    | Joannu, 84 | Patmos                      | Grèce              |
| 1169                      | XII          | Évangiles †                                  | Joannu, 90 | Patmos                      | Grèce              |
| 1170                      | XI           | Évangiles †                                  | Joannu, 92 | Patmos                      | Grèce              |
| 1171                      | XIII         | Évangiles                                    | Joannu, 94 | Patmos                      | Grèce              |
| 1172                      | X            | Évangiles                                    | Joannu, 95 | Patmos                      | Grèce              |
| 1173                      | XIII         | Évangiles                                    | Joannu, 96 | Patmos                      | Grèce              |
| 1174                      | XI           | Évangiles †                                  | Joannu, 97 | Patmos                      | Grèce              |
| 1175                      | X            | Actes, Épîtres de Paul †                     | Joannu, 16 | Patmos                      | Grèce              |
| 1176 + 2504               | XIII         | Évangiles †                                  | Joannu, 100, 238 fol. ebda, 739, 55 fol. (Mt 12-23)                                                                      | Patmos                      | Grèce              |
| 1177                      | XIII         | Luc 11,14-24,53                              | Joannu, 117 | Patmos                      | Grèce              |
| 1178                      | XIII         | Évangiles                                    | Joannu, 203 | Patmos                      | Grèce              |
| 1179                      | 1282         | Évangiles                                    | Joannu, 275 | Patmos                      | Grèce              |
| 1180                      | XV           | Évangiles                                    | Joannu, 333 | Patmos                      | Grèce              |
| 1181                      | 1368         | Évangiles                                    | Joannu, 334 | Patmos                      | Grèce              |
| 1182                      | XIV          | Évangiles †                                  | Bibliothèque nationale de Grèce, 2087                                                                                    | Athènes                     | Grèce              |
| 1183                      | XIV          | Marc, Jean                                   | Bibliothèque nationale de Grèce, 2111                                                                                    | Athènes                     | Grèce              |
| 1184                      | XIII         | Évangile selon Jean                          | J.G. Spyriu | Thessaloniki                | Grèce              |
| 1185                      | XIV          | Évangiles                                    | Monastère Sainte-Catherine, Gr. 148                                                                                      | Sinaï                       | Égypte             |
| 1186                      | XII          | Évangiles                                    | Monastère Sainte-Catherine, Gr. 149                                                                                      | Sinaï                       | Égypte             |
| 1187                      | XI           | Évangiles                                    | Monastère Sainte-Catherine, Gr. 150                                                                                      | Sinaï                       | Égypte             |
| 1188                      | XI/XII       | Évangiles                                    | Monastère Sainte-Catherine, Gr. 151                                                                                      | Sinaï                       | Égypte             |
| 1189                      | 1346         | Évangiles                                    | Monastère Sainte-Catherine, Gr. 152                                                                                      | Sinaï                       | Égypte             |
| 1190                      | XII          | Évangiles                                    | Monastère Sainte-Catherine, Gr. 153                                                                                      | Sinaï                       | Égypte             |
| 1191                      | XI/XIII      | Évangiles                                    | Monastère Sainte-Catherine, Gr. 154                                                                                      | Sinaï                       | Égypte             |
| 1192                      | XI           | Évangiles                                    | Monastère Sainte-Catherine, Gr. 155                                                                                      | Sinaï                       | Égypte             |
| 1193                      | XII          | Évangiles                                    | Monastère Sainte-Catherine, Gr. 156                                                                                      | Sinaï                       | Égypte             |
| 1194                      | XI           | Évangiles                                    | Monastère Sainte-Catherine, Gr. 157                                                                                      | Sinaï                       | Égypte             |
| 1195                      | XI           | Évangiles                                    | Monastère Sainte-Catherine, Gr. 158                                                                                      | Sinaï                       | Égypte             |
| 1196                      | XIV          | Évangiles                                    | Monastère Sainte-Catherine, Gr. 159                                                                                      | Sinaï                       | Égypte             |
| 1197                      | XII          | Évangiles                                    | Monastère Sainte-Catherine, Gr. 160                                                                                      | Sinaï                       | Égypte             |
| 1198                      | XII          | Évangiles                                    | Monastère Sainte-Catherine, Gr. 161                                                                                      | Sinaï                       | Égypte             |
| 1199                      | XII          | Évangiles                                    | Monastère Sainte-Catherine, Gr. 162                                                                                      | Sinaï                       | Égypte             |
| 1200                      | XII          | Évangiles †                                  | Monastère Sainte-Catherine, Gr. 163                                                                                      | Sinaï                       | Égypte             |
| 1201                      | 13th         | Évangiles                                    | Monastère Sainte-Catherine, Gr. 164                                                                                      | Sinaï                       | Égypte             |
| 1202                      | 15th         | Évangiles                                    | Monastère Sainte-Catherine, Gr. 165                                                                                      | Sinaï                       | Égypte             |
| 1203                      | 10th         | Évangiles                                    | Monastère Sainte-Catherine, Gr. 166                                                                                      | Sinaï                       | Égypte             |
| 1204                      | 12th         | Évangiles                                    | Monastère Sainte-Catherine, Gr. 167                                                                                      | Sinaï                       | Égypte             |
| 1205                      | 13th         | Évangiles                                    | Monastère Sainte-Catherine, Gr. 168                                                                                      | Sinaï                       | Égypte             |
| 1206                      | 13th         | Évangiles                                    | Monastère Sainte-Catherine, Gr. 169                                                                                      | Sinaï                       | Égypte             |
| 1207                      | 11th         | Évangiles                                    | Monastère Sainte-Catherine, Gr. 170                                                                                      | Sinaï                       | Égypte             |
| 1208                      | 13th         | Évangiles                                    | Monastère Sainte-Catherine, Gr. 171                                                                                      | Sinaï                       | Égypte             |
| 1209                      | 11th         | Évangiles                                    | Monastère Sainte-Catherine, Gr. 172                                                                                      | Sinaï                       | Égypte             |
| 1210                      | 11th         | Évangiles                                    | Monastère Sainte-Catherine, Gr. 173                                                                                      | Sinaï                       | Égypte             |
| 1211                      | 11th         | Évangiles                                    | Monastère Sainte-Catherine, Gr. 174                                                                                      | Sinaï                       | Égypte             |
| 1212                      | 11th         | Évangiles                                    | Monastère Sainte-Catherine, Gr. 175                                                                                      | Sinaï                       | Égypte             |
| 1213                      | 13th         | Évangiles                                    | Monastère Sainte-Catherine, Gr. 176                                                                                      | Sinaï                       | Égypte             |
| 1214                      | 11th         | Évangiles                                    | Monastère Sainte-Catherine, Gr. 177                                                                                      | Sinaï                       | Égypte             |
| 1215                      | 13th         | Évangiles                                    | Monastère Sainte-Catherine, Gr. 178                                                                                      | Sinaï                       | Égypte             |
| 1216                      | XI           | Évangiles                                    | Monastère Sainte-Catherine, Gr. 179                                                                                      | Sinaï                       | Égypte             |
| 1217                      | 12th         | Évangiles                                    | Monastère Sainte-Catherine, Gr. 180                                                                                      | Sinaï                       | Égypte             |
| 1218                      | 12th         | Évangiles                                    | Monastère Sainte-Catherine, Gr. 181                                                                                      | Sinaï                       | Égypte             |
| 1219                      | XI           | Évangiles                                    | Monastère Sainte-Catherine, Gr. 182                                                                                      | Sinaï                       | Égypte             |
| 1220                      | X            | Évangiles                                    | Monastère Sainte-Catherine, Gr. 183                                                                                      | Sinaï                       | Égypte             |
| 1221                      | XI           | Évangiles                                    | Monastère Sainte-Catherine, Gr. 184                                                                                      | Sinaï                       | Égypte             |
| 1222                      | XI           | Évangiles                                    | Monastère Sainte-Catherine, Gr. 185                                                                                      | Sinaï                       | Égypte             |
| 1223                      | X            | Évangiles                                    | Monastère Sainte-Catherine, Gr. 186                                                                                      | Sinaï                       | Égypte             |
| 1224                      | XII          | Évangiles                                    | Monastère Sainte-Catherine, Gr. 187                                                                                      | Sinaï                       | Égypte             |
| 1225                      | X            | Évangiles                                    | Monastère Sainte-Catherine, Gr. 188                                                                                      | Sinaï                       | Égypte             |
| 1226                      | XIII         | Évangiles                                    | Monastère Sainte-Catherine, Gr. 189                                                                                      | Sinaï                       | Égypte             |
| 1227                      | XII + XIV    | Évangiles                                    | Monastère Sainte-Catherine, Gr. 190                                                                                      | Sinaï                       | Égypte             |
| 1228                      | XII          | Matthieu, Luc, Jean                          | Monastère Sainte-Catherine, Gr. 191                                                                                      | Sinaï                       | Égypte             |
| 1229                      | XIII         | Évangiles †                                  | Monastère Sainte-Catherine, Gr. 192                                                                                      | Sinaï                       | Égypte             |
| 1230                      | 1124         | Évangiles                                    | Monastère Sainte-Catherine, Gr. 193                                                                                      | Sinaï                       | Égypte             |
| 1231 + 572                | XII          | Marc 1:34-44; 2:14-8:3 Marc 8:3-9:42.46-50   | Monastère Sainte-Catherine, Gr. 194, 58 fol. Bibliothèque nationale russe, Gr. 99, 19 fol.                               | Sinaï Saint-Pétersbourg     | Égypte Russie      |
| 1232                      | XV           | Évangiles †                                  | Monastère Sainte-Catherine, Gr. 195                                                                                      | Sinaï                       | Égypte             |
| 1233                      | XV           | Évangiles                                    | Monastère Sainte-Catherine, Gr. 196                                                                                      | Sinaï                       | Égypte             |
| 1234                      | XIV          | Évangiles                                    | Monastère Sainte-Catherine, Gr. 197                                                                                      | Sinaï                       | Égypte             |
| 1235                      | XIV          | Évangiles                                    | Monastère Sainte-Catherine, Gr. 198                                                                                      | Sinaï                       | Égypte             |
| 1236                      | XIV          | Évangiles                                    | Monastère Sainte-Catherine, Gr. 199                                                                                      | Sinaï                       | Égypte             |
| 1237                      | XV           | Évangiles                                    | Monastère Sainte-Catherine, Gr. 200                                                                                      | Sinaï                       | Égypte             |
| 1238 + 2167               | 1243         | Matthieu, Luc, Jean                          | Monastère Sainte-Catherine, Gr. 201, 131 fol. Bibliothèque nationale russe, Gr. 396, 1 fol. (John 1:20-38)               | Sinaï Saint-Pétersbourg     | Égypte Russie      |
| 1239                      | XVI          | Évangiles                                    | Monastère Sainte-Catherine, Gr. 203                                                                                      | Sinaï                       | Égypte             |
| 1240                      | XII          | Nouveau Testament (en plus de Apoc.)         | Monastère Sainte-Catherine, Gr. 259                                                                                      | Sinaï                       | Égypte             |
| 1241                      | XII          | Nouveau Testament (en plus de Apoc.) †       | Monastère Sainte-Catherine, Gr. 260                                                                                      | Sinaï                       | Égypte             |
| 1242                      | XIII         | Nouveau Testament (en plus de Apoc.)         | Monastère Sainte-Catherine, Gr. 261                                                                                      | Sinaï                       | Égypte             |
| 1243                      | XI           | Nouveau Testament (en plus de Apoc.)         | Monastère Sainte-Catherine, Gr. 262                                                                                      | Sinaï                       | Égypte             |
| 1244                      | 1XI1th       | Actes, Épîtres de Paul                       | Monastère Sainte-Catherine, Gr. 274                                                                                      | Sinaï                       | Égypte             |
| 1245                      | XII          | Actes, Épîtres de Paul                       | Monastère Sainte-Catherine, Gr. 275                                                                                      | Sinaï                       | Égypte             |
| 1246                      | ?            | Nouveau Testament (en plus de Apoc.)         | ? | ?                           | ?                  |
| 1247                      | XV           | Nouveau Testament (en plus de Apoc.)         | Monastère Sainte-Catherine, Gr. 266                                                                                      | Sinaï                       | Égypte             |
| 1248                      | XIV          | Nouveau Testament                            | Monastère Sainte-Catherine, Gr. 267                                                                                      | Sinaï                       | Égypte             |
| 1249                      | 1324         | Actes, Épîtres de Paul †                     | Monastère Sainte-Catherine, Gr. 276                                                                                      | Sinaï                       | Égypte             |
| 1250                      | XV           | Nouveau Testament (en plus de Apoc.) †       | Monastère Sainte-Catherine, Gr. 269                                                                                      | Sinaï                       | Égypte             |
| 1251                      | 13th         | Nouveau Testament (en plus de Apoc.) †       | Monastère Sainte-Catherine, Gr. 270                                                                                      | Sinaï                       | Égypte             |
| 1252                      | 1306         | Évangiles                                    | Monastère Sainte-Catherine, Gr. 302                                                                                      | Sinaï                       | Égypte             |
| 1253                      | 15th         | Évangiles †                                  | Monastère Sainte-Catherine, Gr. 303                                                                                      | Sinaï                       | Égypte             |
| 1254                      | 14th         | Évangile selon Matthieu                      | Monastère Sainte-Catherine, Gr. 304                                                                                      | Sinaï                       | Égypte             |
| 1255                      | 13th         | Évangile selon Luc                           | Monastère Sainte-Catherine, Gr. 305                                                                                      | Sinaï                       | Égypte             |
| 1256                      | 13th         | Évangile selon Luc, Évangile selon Jean      | Monastère Sainte-Catherine, Gr. 306                                                                                      | Sinaï                       | Égypte             |
| 1257                      | 11th         | Évangiles †                                  | Evang. School, Γ' 1 | İzmir                       | Turquie            |
| 1258                      | 13th         | Évangiles                                    | Evang. School, Γ' 2 | İzmir                       | Turquie            |
| 1259                      | 15th         | Évangiles                                    | Evang. School, Γ' 5 | İzmir                       | Turquie            |
| 1260                      | 1460         | Évangile selon Matthieu                      | Biblioteca del Comune e dell'Accademia Etrusca, 201                                                                      | Cortone                     | Italie             |
| 1261                      | 13th         | Évangiles                                    | Bibliothèque nationale de France, Coislin Gr. 128                                                                        | Paris                       | France             |
| 1262                      | 14th         | Évangiles                                    | Bibliothèque nationale de France, Coislin Gr. 129                                                                        | Paris                       | France             |
| 1263                      | 14th         | Évangiles                                    | Bibliothèque nationale de France, Coislin Gr. 198                                                                        | Paris                       | France             |
| 1264                      | 15th         | Évangile selon Luc                           | Bibliothèque nationale de France, Coislin Gr. 201                                                                        | Paris                       | France             |
| 1265                      | 13th         | Évangiles †                                  | Bibliothèque nationale de France, Coislin Gr. 203                                                                        | Paris                       | France             |
| 1266                      | 10th/11th    | Évangiles                                    | Bibliothèque nationale de France, Coislin Gr. 206                                                                        | Paris                       | France             |
| 1267                      | 14th         | Jean, Romains-Colossiens                     | Bibliothèque nationale de France, Coislin Gr. 207                                                                        | Paris                       | France             |
| 1268                      | 13th         | Évangiles                                    | British Library, Add. 19386                                                                                              | Londres                     | Royaume-Uni        |
| 1269                      | 14th         | Évangiles (g-l)                              | Bibliothèque apostolique vaticane, Urb. gr. 4                                                                            | Rome                        |                    |
| 1270                      | 11th         | Acts, Épîtres de Paul                        | Biblioteca Estense, G. 71, α.W.2.7 (II C IV)                                                                             | Modena                      | Italie             |
| 1271                      | 14th         | Évangile selon Jean                          | Bibliothèque nationale de Grèce, 2110                                                                                    | Athènes                     | Grèce              |
| 1272                      | 15th         | Évangiles †                                  | Bibliothèque nationale de Grèce, 136                                                                                     | Athènes                     | Grèce              |
| 1273                      | 1128         | Évangiles                                    | Public Library, Ms. 29                                                                                                   | Auckland                    | Nouvelle-Zélande   |
| 1274 = [1274a]            | 11th         | Matthieu, Marc †                             | British Library, Add. 11859 (4 fol.). 11860 (29 fol.)                                                                    | Londres                     | Royaume-Uni        |
| [1274b] = 2822            |              |                                              | |                             |                    |
| 1275                      | 12th         | Luc-Jean †                                   | Drew University, Ms. 4                                                                                                   | Madison                     | États-Unis         |
| 1276                      | 12th         | Marc-Luc                                     | Drew University, Ms. 5                                                                                                   | Madison                     | États-Unis         |
| 1277                      | 11th         | Actes-2 Timothy                              | Cambridge University Library, Add. Mss. 3046                                                                             | Cambridge                   | Royaume-Uni        |
| 1278                      | 12th         | Évangiles                                    | John Rylands Library, Gr. Ms. 17                                                                                         | Manchester                  | Royaume-Uni        |
| 1279                      | 11th         | Évangiles                                    | British Library, Add. 34107                                                                                              | Londres                     | Royaume-Uni        |
| 1280                      | 15th         | Évangiles                                    | British Library, Add. 34108                                                                                              | Londres                     | Royaume-Uni        |
| 1281 = [767]              | 10th         | Évangiles †                                  | Fitzwilliam Museum, Mc-Clean Collection?                                                                                 | Cambridge                   | Royaume-Uni        |
| 1282 = [2293]             | 12th         | Évangiles †                                  | Theological Seminary, Gruber Ms. 44                                                                                      | Maywood                     | États-Unis         |
| 1283                      | 14th         | Marc 11,25-12,40                             | Burgerbibliothek, Cod. 579.21, fol. 123, 124                                                                             | Berne                       | Suisse             |
| 1284                      | 12th         | Jean 12,35-13,2                              | Université de Leipzig, Cod. Gr. 72                                                                                       | Leipzig                     | Allemagne          |
| 1285                      | 13th         | Évangiles †                                  | Université de Göttingen, 8 Cod. Ms. theol. 29 Cim.                                                                       | Göttingen                   | Allemagne          |
| 1286                      | 11th         | Évangiles †                                  | Serail 34 | Istanbul                    | Turquie            |
| 1287                      | 13th         | Nouveau Testament (en plus de Apoc.)         | propriétaire inconnu |                             |                    |
| 1288                      | 12th/13th    | Évangiles                                    | Centr. Scientific Libr., F. 301 (KDA), 25 l                                                                              | Kiev                        | Ukraine            |
| 1289                      | 13th         | Évangiles                                    | Newberry Library, Ms. 14                                                                                                 | Chicago                     | États-Unis         |
| 1290                      | 15th         | Évangiles †                                  | University of Chicago Library, Ms. 46                                                                                    | Chicago                     | États-Unis         |
| 1291                      | 12th         | Évangiles †                                  | Bibliothèque nationale de France, Suppl. Gr. 1128                                                                        | Paris                       | France             |
| 1292                      | 13th         | Nouveau Testament (en plus de Apoc.)         | Bibliothèque nationale de France, Suppl. Gr. 1224                                                                        | Paris                       | France             |
| 1293                      | 11th         | Évangiles †                                  | Bibliothèque nationale de France, Suppl. Gr. 1225                                                                        | Paris                       | France             |
| 1294                      | 13th         | Évangiles                                    | Bibliothèque nationale de France, Suppl. Gr. 1226                                                                        | Paris                       | France             |
| 1295                      | 9th          | Évangiles †                                  | Bibliothèque nationale de France, Suppl. Gr. 1257                                                                        | Paris                       | France             |
| 1296                      | 13th         | Évangiles                                    | Bibliothèque nationale de France, Suppl. Gr. 1258                                                                        | Paris                       | France             |
| 1297                      | 1290         | Nouveau Testament (en plus de Apoc.)         | Bibliothèque nationale de France, Suppl. Gr. 1259                                                                        | Paris                       | France             |
| 1298                      | 13th         | Évangiles                                    | Bibliothèque nationale de France, Suppl. Gr. 1260                                                                        | Paris                       | France             |
| 1299                      | 13th         | Évangiles                                    | Bibliothèque nationale de France, Suppl. Gr. 1261                                                                        | Paris                       | France             |
| 1300                      | 11th         | Évangiles †                                  | Bibliothèque nationale de France, Suppl. Gr. 1265                                                                        | Paris                       | France             |
| 1301                      | 12th         | Évangiles †                                  | Bibliothèque nationale de France, Suppl. Gr. 1266                                                                        | Paris                       | France             |
| 1302                      | 11th         | Évangiles                                    | Patriarcat orthodoxe d'Alexandrie, 88                                                                                    | Alexandrie                  | Égypte             |
| 1303                      | 1660         | Évangiles                                    | Bibliothèque Municipale de Riom, 9 bis                                                                                   | Riom                        | France             |
| 1304                      | 13th         | Évangiles                                    | Chozoviotissis, 6 | Amorgós                     | Grèce              |
| 1305                      | 1244         | Évangiles                                    | Benaki Museum, Γ', Vitr. 34, 4                                                                                           | Athènes                     | Grèce              |
| 1306                      | 13th         | Évangiles †                                  | Chozoviotissis, 2 | Amorgós                     | Grèce              |
| 1307                      | 14th         | Évangiles                                    | Chozoviotissis, 2 | Amorgós                     | Grèce              |
| 1308                      | 13th         | Évangiles                                    | Chozoviotissis, 2 | Amorgós                     | Grèce              |
| 1309                      | 11th         | Évangiles                                    | Musée historique d'État, F. 270. 1a.8 (Gr. 10)                                                                           | Moscou                      | Russie             |
| 1310                      | XII/XIII     | Évangiles                                    | Musée historique d'État, S. 4                                                                                            | Moscou                      | Russie             |
| 1311                      | 11th         | Actes, Paul                                  | Bibliothèque d'État de Berlin, Ham. 625                                                                                  | Berlin                      | Allemagne          |
| 1312                      | 11th         | Évangiles †                                  | Orthodoxes Patriarchat, Taphu 25                                                                                         | Jérusalem                   | Israël             |
| 1313                      | 11th         | Évangiles                                    | Orthodoxes Patriarchat, Taphu 28                                                                                         | Jérusalem                   | Israël             |
| 1314                      | 11th         | Évangiles                                    | Mar Saba, Taphu 31 | Jérusalem                   | Israël             |
| 1315                      | 12th         | Nouveau Testament (en plus de Apoc.) †       | Orthodoxes Patriarchat, Taphu 37                                                                                         | Jérusalem                   | Israël             |
| 1316                      | 12th         | Évangiles                                    | Mar Saba 41 | Jérusalem                   | Israël             |
| 1317                      | 11th         | Évangiles                                    | Mar Saba 42 | Jérusalem                   | Israël             |
| 1318                      | XII          | Évangiles                                    | Mar Saba 46 | Jérusalem                   | Israël             |
| 1319                      | XII          | Nouveau Testament (en plus de Apoc.) †       | Orthodoxes Patriarchat, Taphu 47                                                                                         | Jérusalem                   | Israël             |
| 1320                      | XI           | Évangiles                                    | Mar Saba 48 | Jérusalem                   | Israël             |
| 1321                      | XI           | Évangiles                                    | Mar Saba 49 | Jérusalem                   | Israël             |
| 1322                      | XI           | Évangiles                                    | Mar Saba 56 | Jérusalem                   | Israël             |
| 1323                      | XII          | Évangiles                                    | Mar Saba 59 | Jérusalem                   | Israël             |
| 1324                      | XI           | Évangiles                                    | Mar Saba 60 | Jérusalem                   | Israël             |
| 1325                      | XVIII        | Évangiles                                    | Mar Saba 62 | Jérusalem                   | Israël             |
| 1326                      | XIV          | Évangiles                                    | Mar Saba 139 | Jérusalem                   | Israël             |
| 1327                      | XVIII        | Évangiles                                    | Orthodoxes Patriarchat, 149                                                                                              | Jérusalem                   | Israël             |
| 1328                      | XIV          | Évangiles                                    | Mar Saba 101 | Jérusalem                   | Israël             |
| 1329                      | XII          | Évangiles                                    | Mar Saba 166 | Jérusalem                   | Israël             |
| 1330                      | XIV          | Évangiles                                    | Mar Saba 200 | Jérusalem                   | Israël             |
| 1331                      | XIV          | Évangiles                                    | Mar Saba 201 | Jérusalem                   | Israël             |
| 1332                      | XI           | Évangiles                                    | Mar Saba 232 | Jérusalem                   | Israël             |
| 1333                      | XI           | Évangiles                                    | Mar Saba 243 | Jérusalem                   | Israël             |
| 1334                      | XIII/XIV     | Évangiles                                    | Mar Saba 244 | Jérusalem                   | Israël             |
| 1335                      | XII/XIII     | Évangiles                                    | Mar Saba 248 | Jérusalem                   | Israël             |
| 1336 + [2170]             | 1331/1332    | Évangiles Jean 18,33-19,37                   | Mar Saba 262, 442 fol. Bibliothèque nationale russe, Gr. 407, 8 fol.                                                     | Jérusalem Saint-Pétersbourg | Israël Russie      |
| 1337                      | XIII         | Évangile selon Marc-Évangile selon Luc       | Mar Saba 263 | Jérusalem                   | Israël             |
| 1338 + [2154]             | XII          | Évangiles † Marc 15,11-16,3                  | Mar Saba 357, 220 fol. Bibliothèque nationale russe, Gr. 295, 2 fol.                                                     | Jérusalem Saint-Pétersbourg | Israël Russie      |
| 1339                      | XIII         | Évangiles                                    | Mar Saba 358 | Jérusalem                   | Israël             |
| 1340                      | XI           | Évangiles                                    | Mar Saba 359 | Jérusalem                   | Israël             |
| 1341                      | XII/XIII     | Gospel                                       | Mar Saba 410 | Jérusalem                   | Israël             |
| 1342                      | XIII/XIV     | Évangiles †                                  | Mar Saba 411 | Jérusalem                   | Israël             |
| 1343                      | XI           | Évangiles †                                  | Mar Saba 412 | Jérusalem                   | Israël             |
| 1344                      | 12th         | Évangiles †                                  | Mar Saba 413 | Jérusalem                   | Israël             |
| 1345                      | 14th         | Évangiles                                    | Mar Saba 572 | Jérusalem                   | Israël             |
| 1346 + [2150]             | X/XI         | Évangiles Jean 3:1-4:15                      | Mar Saba 606, 169 fol. Bibliothèque nationale russe, Gr. 285, 2 fol.                                                     | Jérusalem Saint-Pétersbourg | Israël Russie      |
| 1347                      | X            | Évangiles †                                  | Mar Saba 644 | Jérusalem                   | Israël             |
| 1348 [2169]               | XV           | Évangiles † Luc 13:13-14:17                  | Mar Saba 645, 389 fol. Bibliothèque nationale russe, Gr. 400, 4 fol.                                                     | Jerusalem Saint-Pétersbourg | Israël Russie      |
| 1349                      | XI           | Évangiles †                                  | Orthodoxes Patriarchat, Stavru 45                                                                                        | Jérusalem                   | Israël             |
| 1350 = [1350a + b]        | XII          | Matthieu-Marc Luc-Jean                       | Orthodoxes Patriarchat, Stavru 46                                                                                        | Jérusalem                   | Israël             |
| 1351                      | X            | Évangiles †                                  | Orthodoxes Patriarchat, Stavru 74                                                                                        | Jérusalem                   | Israël             |
| 1352 = [1352a] + [ 2163 ] | XIII         | Nouveau Testament (en plus de Apoc.)         | Orth. Patriarchate, Stavru 94, fol. 1-235 (fol. 236-248: 2824) Bibliothèque nationale russe, Gr. 319, 2 fol. (H 1:1-4:9) | Jérusalem Saint-Pétersbourg | Israël Russie      |
| [1352b] = 2824            |              |                                              | |                             |                    |
| 1353                      | XII/XIII     | Évangiles                                    | Orthodoxes Patriarchat, Stavru 95                                                                                        | Jérusalem                   | Israël             |
| 1354                      | XIV          | Nouveau Testament (en plus de Apoc.)         | Orthodoxes Patriarchat, Stavru 101                                                                                       | Jérusalem                   | Israël             |
| 1355                      | XII          | Évangiles                                    | Orthodoxes Patriarchat, Stavru 104                                                                                       | Jérusalem                   | Israël             |
| 1356                      | XIV          | Évangiles                                    | Walters Art Gallery, Ms. W. 532                                                                                          | Baltimore                   | États-Unis         |
| 1357                      | X            | Évangiles                                    | Scheide Libr., Ms. 70 | Princeton                   | États-Unis         |
| 1358                      | XI/XII       | Évangiles                                    | Anastaseos, Skevophylakion, 15                                                                                           | Jérusalem                   | Israël             |
| 1359 = [2327]             | XII          | Nouveau Testament (en plus de Apoc.)         | Bibliothèque nationale de France, Suppl. Gr. 1335                                                                        | Paris                       | France             |
| 1360                      | XII          | Actes, Épîtres de Paul                       | Bibliothèque nationale de Grèce, 207, 321 fol. Gorky State Scientific Library, 555, 7 fol.                               | Athènes Odessa              | Grèce Ukraine      |
| 1361                      | 1156         | Évangiles                                    | Schoyen de Collection, MS 231                                                                                            | Oslo                        | Norvège            |
| 1362                      | 1539?        | Évangiles                                    | Hagias 53 | Andros                      | Grèce              |
| 1363                      | XIV          | Évangiles                                    | Hagias 56 | Andros                      | Grèce              |
| 1364                      | XII          | Évangiles                                    | Orthodoxes Patriarchate, Nea Syllogi (Photiu), 23                                                                        | Jérusalem                   | Israël             |
| 1365                      | XII          | Évangiles                                    | Orthodoxes Patriarchate, Nea Syllogi (Photiu), 28                                                                        | Jérusalem                   | Israël             |
| 1366                      | XIII         | Luc, Jean                                    | Bibliothèque apostolique vaticane, Ross. 211                                                                             | Rome                        |                    |
| 1367                      | XV           | Nouveau Testament (en plus de Apoc.)         | Bibliothèque nationale de Grèce, 1882                                                                                    | Athènes                     | Grèce              |
| 1368 = 807                |              |                                              | |                             |                    |
| 1369 = 2097               |              |                                              | |                             |                    |
| 1370                      | 1542         | Évangile selon Jean                          | Bibliothèque d'État de Berlin, Phil. 1420                                                                                | Berlin                      | Allemagne          |
| 1371                      | XVI/XVII     | Évangiles, Épîtres de Paul                   | Bibliothèque d'État de Berlin, Phil. 1422                                                                                | Berlin                      | Allemagne          |
| 1372                      | XIII         | Évangiles                                    | Bibliothèque nationale de Grèce, Taphu 369                                                                               | Athènes                     | Grèce              |
| 1373                      | XI           | Évangiles                                    | Turkish Historical Society, 26                                                                                           | Ankara                      | Turkey             |
| 1374                      | XVI          | Évangile selon Matthieu–Marc                 | Bibliothèque d'État de Berlin, Phill. 1465                                                                               | Berlin                      | Allemagne          |
| 1375                      | XII          | Évangiles                                    | Bibliothèque d'État de Russie, F. 304/W.28 (Gr. 11)                                                                      | Moscou                      | Russie             |
| 1376                      | XI           | Évangile selon Jean                          | Troizkaja Lavra | Zagorsk                     | Russie             |
| 1377                      | XIV          | Évangiles                                    | Moria Vasiliu | Lesbos                      | Grèce              |
| 1378                      | X            | Évangiles                                    | ? | Lesbos ?                    | ?                  |
| 1379                      | X            | Évangiles                                    | Mytilini Gymnasium | Lesbos                      | Grèce              |
| 1380                      | XIII         | Évangile selon Jean                          | Bibliothèque Jagellonne, Graec. Qu. 68, fol. 1-7                                                                         | Cracovie                    | Pologne            |
| 1381                      | XVI          | Évangile selon Matthieu, Jean                | ? | ?                           | ?                  |
| 1382                      | XIV          | Nouveau Testament (en plus de Apoc.)         | Nikolau, 26 | Andros                      | Grèce              |
| 1383                      | XV           | Évangiles                                    | Panachrantu, 11 | Andros                      | Grèce              |
| 1384                      | XI           | Nouveau Testament †                          | Panachrantu, 13 | Andros                      | Grèce              |
| 1385                      | XII          | Évangiles                                    | Joannu, 274 | Patmos                      | Grèce              |
| 1386                      | XII          | Évangiles                                    | Joannu, 276 | Patmos                      | Grèce              |
| 1387                      | XV/XVI       | Évangiles †                                  | Joannu, 360 | Patmos                      | Grèce              |
| 1388                      | XV           | Évangiles                                    | Joannu, 698 | Patmos                      | Grèce              |
| 1389                      | XV           | Évangiles                                    | Joannu, 699 | Patmos                      | Grèce              |
| 1390                      | XIV          | Évangiles                                    | Monastère de Stavroniketa, 45                                                                                            | Athos                       | Grèce              |
| 1391                      | XIII         | Évangiles                                    | Monastère du Pantocrator, 34                                                                                             | Athos                       | Grèce              |
| 1392                      | X            | Évangiles                                    | Monastère du Pantocrator, 39                                                                                             | Athos                       | Grèce              |
| 1393                      | XII          | Évangiles                                    | Monastère du Pantocrator, 45                                                                                             | Athos                       | Grèce              |
| 1394                      | XIV          | Évangiles                                    | Monastère du Pantocrator, 47                                                                                             | Athos                       | Grèce              |
| 1395                      | XIV          | Évangiles                                    | Monastère du Pantocrator, 48                                                                                             | Athos                       | Grèce              |
| 1396                      | XIV          | Évangiles                                    | Monastère du Pantocrator, 51                                                                                             | Athos                       | Grèce              |
| 1397                      | XIV          | Évangiles                                    | Monastère du Pantocrator, 52 Université de Princeton 56-118                                                              | Athos Princeton             | Grèce USA          |
| 1398                      | XIII         | Nouveau Testament (en plus de Apoc.) †       | Monastère du Pantocrator, 56                                                                                             | Athos                       | Grèce              |
| 1399                      | XIII         | Évangiles †                                  | Monastère du Pantocrator, 57                                                                                             | Athos                       | Grèce              |
| 1400                      | XIII         | Nouveau Testament (en plus de Apoc.)         | Monastère du Pantocrator, 58                                                                                             | Athos                       | Grèce              |
| 1401                      | XII          | Évangiles †                                  | Monastère du Pantocrator, 59                                                                                             | Athos                       | Grèce              |
| 1402                      | XII          | Évangiles                                    | Monastère du Pantocrator, 60                                                                                             | Athos                       | Grèce              |
| 1403                      | XIV          | Évangiles                                    | Monastère du Pantocrator, 62                                                                                             | Athos                       | Grèce              |
| 1404                      | XIII         | Nouveau Testament (en plus de Apoc.)         | Monastère du Pantocrator, 234                                                                                            | Athos                       | Grèce              |
| 1405                      | XV           | Actes des Apôtres, Épîtres de Paul           | Bibliothèque nationale de Grèce 208                                                                                      | Athènes                     | Grèce              |
| 1406                      | XIII         | Évangiles                                    | Monastère d'Esphigmenou, 207                                                                                             | Athos                       | Grèce              |
| 1407                      | XIII         | Évangiles †                                  | Monastère de Docheiariou 43                                                                                              | Athos                       | Grèce              |
| 1408                      | XII          | Évangiles                                    | Monastère de Docheiariou 44                                                                                              | Athos                       | Grèce              |
| 1409                      | XIV          | Nouveau Testament (en plus de Apoc.) †       | Monastère de Xeropotamou 244                                                                                             | Athos                       | Grèce              |
| 1410                      | XIV          | Évangiles                                    | Bibliothèque nationale de Grèce 92                                                                                       | Athènes                     | Grèce              |
| 1411                      | XI           | Évangile selon Luc, Évangile selon Jean      | Bibliothèque nationale de Grèce 95                                                                                       | Athènes                     | Grèce              |
| 1412                      | X            | Évangile selon Matthieu, Évangile selon Jean | Bibliothèque nationale de Grèce 98                                                                                       | Athènes                     | Grèce              |
| 1413                      | XI           | Évangiles                                    | Bibliothèque nationale de Grèce 113                                                                                      | Athènes                     | Grèce              |
| 1414                      | XVI          | Évangiles †                                  | Bibliothèque nationale de Grèce 120                                                                                      | Athènes                     | Grèce              |
| 1415                      | XII          | Évangiles                                    | Bibliothèque nationale de Grèce 123                                                                                      | Athènes                     | Grèce              |
| 1416                      | XII          | Évangiles                                    | Bibliothèque nationale de Grèce 128                                                                                      | Athènes                     | Grèce              |
| 1417                      | XIV          | Évangile selon Matthieu, Marc, Luc           | Bibliothèque nationale de Grèce 132                                                                                      | Athènes                     | Grèce              |
| 1418                      | XII          | Évangiles                                    | Bibliothèque nationale de Grèce 135                                                                                      | Athènes                     | Grèce              |
| 1419                      | XV           | Évangiles †                                  | Bibliothèque nationale de Grèce 139                                                                                      | Athènes                     | Grèce              |
| 1420                      | XIII         | Évangile selon Matthieu, Marc, Luc           | Bibliothèque universitaire de Bâle-Ville A. N. IV. 5a Académie des sciences de Russie Hist. Inst. 44/669                 | Bâle Saint-Pétersbourg      | Suisse Russie      |
| 1421                      | X            | Évangiles                                    | Schoyen de Collection, MS 675                                                                                            | Oslo                        | Norvège            |
| 1422                      | X/XI         | Évangiles                                    | Université Charles de Prague XXV B 7                                                                                     | Prague                      | Tchéquie           |
| 1423                      | XIV          | Évangiles                                    | Université Duke, KW Clark, Gk Ms 60                                                                                      | Durham                      | États-Unis         |
| 1424                      | IX?          | Évangiles, Actes, CE, Apocalypse, Paul       | LSTC, Gruber 152 | Chicago                     | États-Unis         |
| 1425                      | XII          | Nouveau Testament (en plus de Apoc.)         | Ivan Dujčev Research Centre, 358 (Kosinitza, 216)                                                                        | Sofia                       | Bulgarie           |
| 1426                      | X            | Évangiles                                    | Ivan Dujčev Research Centre, 338 (Kosinitza, 217)                                                                        | Sofia                       | Bulgarie           |
| 1427                      | XIV          | Évangiles                                    | Ivan Dujčev Research Centre, 132 (Kosinitza, 218)                                                                        | Sofia                       | Bulgarie           |
| 1428                      | XIII         | Évangiles                                    | Ivan Dujčev Research Centre, 339 (Kosinitza, 219)                                                                        | Sofia                       | Bulgarie           |
| 1429                      | XI           | Évangiles                                    | ? | ?                           | ?                  |
| 1430                      | XI           | Évangiles †                                  | ? | ?                           | ?                  |
| 1431                      | XV           | Évangiles                                    | Ivan Dujčev Research Centre, 326 (Kosinitza, 223)                                                                        | Sofia                       | Bulgarie           |
| 1432                      | XII          | Évangiles                                    | Institut für neutestamentliche Textforschung, Ms. 3                                                                      | Münster                     | Allemagne          |
| 1433                      | XII          | Nouveau Testament (en plus de Apoc.) †       | Monastère d'Andreas, 9                                                                                                   | Athos                       | Grèce              |
| 1434                      | XI(I         | Évangiles                                    | Monastère de Vatopedi, 886                                                                                               | Athos                       | Grèce              |
| 1435                      | XI           | Évangiles                                    | Monastère de Vatopedi, 937                                                                                               | Athos                       | Grèce              |
| 1436                      | XIII         | Évangiles                                    | Monastère de Vatopedi, 942                                                                                               | Athos                       | Grèce              |
| 1437                      | XII          | Évangile selon Luc                           | Monastère de Vatopedi, 248                                                                                               | Athos                       | Grèce              |
| 1438                      | XI           | Évangile selon Luc                           | Monastère de Vatopedi, 960                                                                                               | Athos                       | Grèce              |
| 1439                      | XI           | Évangiles                                    | Grande Laure A' 2 | Athos                       | Grèce              |
| 1440                      | XIII         | Évangiles †                                  | Grande Laure A' 3 | Athos                       | Grèce              |
| 1441                      | XII          | Évangiles                                    | Grande Laure A' 4 | Athos                       | Grèce              |
| 1442                      | XIII         | Évangiles                                    | Grande Laure A' 5 | Athos                       | Grèce              |
| 1443                      | XI           | Évangiles                                    | Grande Laure A' 6 | Athos                       | Grèce              |
| 1444                      | XI           | Évangiles                                    | Grande Laure A' 7 | Athos                       | Grèce              |
| 1445                      | XIV          | Évangiles                                    | Grande Laure A' 8 | Athos                       | Grèce              |
| 1446                      | XIII         | Évangiles                                    | Grande Laure A' 9 | Athos                       | Grèce              |
| 1447                      | XIV          | Évangiles                                    | Grande Laure A' 10 | Athos                       | Grèce              |
| 1448                      | XII          | Évangiles                                    | Grande Laure A' 13 | Athos                       | Grèce              |
| 1449                      | XI           | Évangiles †                                  | Grande Laure, A' 14 | Athos                       | Grèce              |
| 1450                      | XII          | Évangiles                                    | Grande Laure, A' 17 | Athos                       | Grèce              |
| 1451                      | XII/XIII     | Évangiles †                                  | Grande Laure, A' 18 | Athos                       | Grèce              |
| 1452                      | X            | Évangiles                                    | Grande Laure, A' 19 | Athos                       | Grèce              |
| 1453                      | XII          | Évangiles                                    | Grande Laure, A' 20 | Athos                       | Grèce              |
| 1454                      | XII          | Évangiles                                    | Grande Laure, A' 21 | Athos                       | Grèce              |
| 1455                      | XI/XII       | Évangiles                                    | Grande Laure, A' 22 | Athos                       | Grèce              |
| 1456                      | XIII         | Nouveau Testament (en plus de Apoc.) †       | Grande Laure, A' 24 | Athos                       | Grèce              |
| 1457                      | XII/XIII     | Évangiles †                                  | Grande Laure, A' 25 | Athos                       | Grèce              |
| 1458                      | X            | Évangiles                                    | Grande Laure, A' 26 | Athos                       | Grèce              |
| 1459                      | XII          | Évangiles †                                  | Grande Laure, A' 27 | Athos                       | Grèce              |
| 1460                      | XII          | Évangiles                                    | Grande Laure, A' 28 | Athos                       | Grèce              |
| 1461                      | XIII         | Évangiles                                    | Grande Laure, A' 29 | Athos                       | Grèce              |
| 1462                      | XIV          | Évangiles                                    | Grande Laure, A' 31 | Athos                       | Grèce              |
| 1463                      | XIII         | Évangiles                                    | Grande Laure, A' 32 | Athos                       | Grèce              |
| 1464                      | XII/XIII     | Évangiles                                    | Grande Laure, A' 33 | Athos                       | Grèce              |
| 1465                      | XIII         | Évangiles                                    | Grande Laure, A' 34 | Athos                       | Grèce              |
| 1466                      | XIII         | Évangiles                                    | Grande Laure, A' 35 | Athos                       | Grèce              |
| 1467                      | XIV          | Évangiles                                    | Grande Laure, A' 36 | Athos                       | Grèce              |
| 1468                      | XIII         | Évangiles                                    | Grande Laure, A' 37 | Athos                       | Grèce              |
| 1469                      | XIII         | Évangiles †                                  | Grande Laure, A' 38 | Athos                       | Grèce              |
| 1470                      | XI           | Évangiles                                    | Grande Laure, A' 39 | Athos                       | Grèce              |
| 1471                      | XIII         | Évangiles                                    | Grande Laure, A' 40 | Athos                       | Grèce              |
| 1472                      | XIII         | Évangiles                                    | Grande Laure, A' 41 | Athos                       | Grèce              |
| 1473                      | XI           | Évangiles                                    | Grande Laure, A' 42 | Athos                       | Grèce              |
| 1474                      | XII          | Évangiles                                    | Grande Laure, A' 44 | Athos                       | Grèce              |
| 1475                      | XII          | Évangiles                                    | Grande Laure, A' 45 | Athos                       | Grèce              |
| 1476                      | XIV          | Évangiles                                    | Grande Laure, A' 46 | Athos                       | Grèce              |
| 1477                      | XIII         | Évangiles                                    | Grande Laure, A' 47 | Athos                       | Grèce              |
| 1478                      | XI/XII       | Évangiles †                                  | Grande Laure, A' 48 | Athos                       | Grèce              |
| 1479                      | XIII         | Évangiles                                    | Grande Laure, A' 49 | Athos                       | Grèce              |
| 1480                      | XIV          | Évangiles                                    | Grande Laure, A' 50 | Athos                       | Grèce              |
| 1481                      | XII          | Évangiles                                    | Grande Laure, A' 52 | Athos                       | Grèce              |
| 1482                      | XIV          | Nouveau Testament (except Apocalypse)        | Grande Laure, A' 54 | Athos                       | Grèce              |
| 1483                      | XI           | Évangiles                                    | Grande Laure, A' 57 | Athos                       | Grèce              |
| 1484                      | XIII         | Évangiles                                    | Grande Laure, A' 59 | Athos                       | Grèce              |
| 1485                      | XII          | Évangiles                                    | Grande Laure, A' 60 | Athos                       | Grèce              |
| 1486                      | XI           | Évangiles                                    | Grande Laure, A' 61 | Athos                       | Grèce              |
| 1487                      | XIII         | Évangiles                                    | Grande Laure, A' 62 | Athos                       | Grèce              |
| 1488                      | XIV          | Évangiles                                    | Grande Laure, A' 63 | Athos                       | Grèce              |
| 1489                      | XII          | Évangiles                                    | Grande Laure, A' 64 | Athos                       | Grèce              |
| 1490                      | XII          | Évangiles                                    | Grande Laure, A' 65 | Athos                       | Grèce              |
| 1491                      | XIII         | Évangiles                                    | Grande Laure, A' 66 | Athos                       | Grèce              |
| 1492                      | XIV          | Évangiles                                    | Grande Laure, A' 67 | Athos                       | Grèce              |
| 1493                      | XIV          | Évangiles                                    | Grande Laure, A' 68 | Athos                       | Grèce              |
| 1494                      | XIII         | Évangiles                                    | Grande Laure, A' 69 | Athos                       | Grèce              |
| 1495                      | XIV          | Évangiles, Épîtres catholiques               | Grande Laure, A' 73 | Athos                       | Grèce              |
| 1496                      | XIII         | Évangiles                                    | Grande Laure, A' 74 | Athos                       | Grèce              |
| 1497                      | XIII         | Évangiles                                    | Grande Laure, A' 75 | Athos                       | Grèce              |
| 1498                      | XIII         | Évangiles                                    | Grande Laure, A' 76 | Athos                       | Grèce              |
| 1499                      | XIII         | Évangiles                                    | Grande Laure, A' 77 | Athos                       | Grèce              |
| 1500                      | IX           | Évangile selon Matthieu, Évangile selon Marc | Grande Laure, A' 78 | Athos                       | Grèce              |

## Minuscules 1501–2000
| #           | Date           | Contenu                                 | Institution | Ville                | Pays       |
| ----------- | -------------- | --------------------------------------- | --- | -------------------- | ---------- |
| 1501        | XIIIe siècle   | Nouveau Testament (en plus de Apoc.)    | Monastère de la Grande Laure, Λ' 79                                                                                              | Athos                | Grèce      |
| 1502        | XIII           | Évangiles                               | Grande Laure, Λ' 87 | Athos                | Grèce      |
| 1503        | 1317           | Nouveau Testament                       | Grande Laure, Λ' 99 | Athos                | Grèce      |
| 1504        | XIV            | Évangile selon Luc, Évangile selon Jean | Grande Laure, Λ' 109 | Athos                | Grèce      |
| 1505        | XII            | Nouveau Testament (en plus de Apoc.)    | Grande Laure, B' 26 | Athos                | Grèce      |
| 1506        | 1320           | Évangiles, Romains, 1 Cor 1:1-4:15      | Grande Laure, B' 89 | Athos                | Grèce      |
| 1507        | X              | Évangiles †                             | Grande Laure, B' 113 | Athos                | Grèce      |
| 1508        | XV             | Évangiles, Actes, Paul †                | Grande Laure, Γ' 30 | Athos                | Grèce      |
| 1509        | XIII           | Évangiles, Actes, Paul †                | Grande Laure, B' 53 | Athos                | Grèce      |
| 1510        | XI             | Évangiles †                             | Grande Laure, Γ' 48 | Athos                | Grèce      |
| 1511        | XIII           | Évangiles                               | Grande Laure, Γ' 49 | Athos                | Grèce      |
| 1512        | XIV            | Évangiles †                             | Grande Laure, Γ' 50 | Athos                | Grèce      |
| 1513        | XI             | Évangiles †                             | Grande Laure, Γ' 53 | Athos                | Grèce      |
| 1514        | XI             | Évangiles                               | Grande Laure, Γ' 54 | Athos                | Grèce      |
| 1515        | XIII           | Évangiles †                             | Grande Laure, Γ' 55 | Athos                | Grèce      |
| 1516        | XIV            | Matthieu, Jean                          | Grande Laure, Γ' 56 | Athos                | Grèce      |
| 1517        | XI             | Évangiles †                             | Grande Laure, Γ' 58 | Athos                | Grèce      |
| 1518 = 1896 |                |                                         | |                      |            |
| 1519        | XI             | Évangiles                               | Grande Laure, Γ' 100 | Athos                | Grèce      |
| 1520        | XI             | Luc, Jean                               | Grande Laure, Γ' 101 | Athos                | Grèce      |
| 1521        | 1084           | Nouveau Testament (en plus de Apoc.)    | Dumbarton Oaks, Ms. 3, acc. no. 62.35, fol. 88-253, 255-341 Cleveland Museum of Art, Acc. 50.154, 1 fol. (fol. 254, 1 Pt 1:1-21) | Washington Cleveland | États-Unis |
| 1522 = 1890 |                |                                         | |                      |            |
| 1523        | XIII/XIV       | 1 Jean-Romains, 2 Cor-Col               | Bibliothèque nationale autrichienne, Cod. Theol. gr. 141                                                                         | Vienne               | Autriche   |
| 1524        | XIV            | Actes, Épîtres de Paul                  | Bibliothèque nationale autrichienne, Cod. Theol. gr. 150                                                                         | Vienne               | Autriche   |
| 1525        | XIII           | Actes, CE, Épîtres de Paul †            | Bibliothèque Jagellonne, Fonds der Berliner Hss. Graec. Qu. 57, fol. 101-187                                                     | Cracovie             | Pologne    |
| 1526        | XII            | Actes, Épître de Jacques                | Bibliothèque nationale de France, Gr. 906                                                                                        | Paris                | France     |
| 1527        | XIV            | Matthieu, Marc, Luc                     | Monastère de Andreu, 29 | Athos                | Grèce      |
| 1528        | XII            | Évangiles                               | Bibliothèque de l'université de Princeton, Garrett 3                                                                             | Princeton            | États-Unis |
| 1529        | XII            | Évangiles                               | Andreu monastery, 709 | Athos                | Grèce      |
| 1530        | XII/XIII       | Évangiles                               | Bibliothèque de l'université de Princeton, Garrett 2                                                                             | Princeton            | États-Unis |
| 1531        | XI/XII         | Évangiles                               | Walters Art Gallery, Ms. W. 526                                                                                                  | Baltimore            | États-Unis |
| 1532        | XIV/XV         | Évangiles                               | Monastère de Vatopedi, 1209 | Athos                | Grèce      |
| 1533        | XIII           | Évangiles                               | Monastère de Vatopedi, 244 | Athos                | Grèce      |
| 1534        | XIV            | Évangiles †                             | Monastère de Vatopedi, 246 | Athos                | Grèce      |
| 1535        | XV             | Évangiles                               | Monastère de Vatopedi, 247, fol. 1-325                                                                                           | Athos                | Grèce      |
| 1536        | XIII           | Évangiles                               | Monastère de Vatopedi, 249 | Athos                | Grèce      |
| 1537        | XV             | Évangiles †                             | Monastère de Vatopedi, 250 | Athos                | Grèce      |
| 1538        | XIII/XIV       | Évangiles                               | Monastère de Vatopedi, 882 | Athos                | Grèce      |
| 1539        | XII            | Évangiles                               | Monastère de Vatopedi, 884 | Athos                | Grèce      |
| 1540        | XIe siècle/XII | Évangiles                               | Monastère de Vatopedi, 885 | Athos                | Grèce      |
| 1541        | XIIIe siècle   | Évangiles                               | Monastère de Vatopedi, 887 | Athos                | Grèce      |
| 1542        | XII/XIII       | Évangiles †                             | Monastère de Vatopedi, 897 | Athos                | Grèce      |
| 1543        | XIV            | Évangiles                               | Monastère de Vatopedi, 898 | Athos                | Grèce      |
| 1544        | XIV            | Évangiles                               | Monastère de Vatopedi, 899 | Athos                | Grèce      |
| 1545        | XI             | Évangiles                               | Monastère de Vatopedi, 900 | Athos                | Grèce      |
| 1546        | 13th           | Évangiles                               | Monastère de Vatopedi, 896 | Athos                | Grèce      |
| 1547        | 1339           | Évangiles †                             | Monastère de Vatopedi, 901 | Athos                | Grèce      |
| 1548        | XIV            | Nouveau Testament (en plus Apc.) †      | Monastère de Vatopedi, 902 | Athos                | Grèce      |
| 1549        | XIII/XIV       | Évangiles                               | Monastère de Vatopedi, 905 | Athos                | Grèce      |
| 1550        | XIII/XIV       | Évangiles                               | Monastère de Vatopedi, 910 | Athos                | Grèce      |
| 1551        | XIII           | Évangiles, Apocalypse                   | Monastère de Vatopedi, 913 | Athos                | Grèce      |
| 1552        | XIII/XIV       | Évangiles †                             | Monastère de Vatopedi, 914 | Athos                | Grèce      |
| 1553        | XIV            | Évangiles                               | Monastère de Vatopedi, 915 | Athos                | Grèce      |
| 1554        | XIV            | Évangiles †                             | Monastère de Vatopedi, 917 | Athos                | Grèce      |
| 1555        | XIII           | Évangiles †                             | Monastère de Vatopedi, 918 | Athos                | Grèce      |
| 1556        | XI             | Évangiles †                             | Monastère de Vatopedi, 919 | Athos                | Grèce      |
| 1557        | XIII           | Évangiles                               | Monastère de Vatopedi, 920 | Athos                | Grèce      |
| 1558        | XIII/XIV       | Évangiles                               | Monastère de Vatopedi, 921 | Athos                | Grèce      |
| 1559        | XIV            | Évangiles                               | Monastère de Vatopedi, 922 | Athos                | Grèce      |
| 1560        | XIV            | Évangiles †                             | Monastère de Vatopedi, 923 | Athos                | Grèce      |
| 1561        | XII/XIII       | Évangiles †                             | Monastère de Vatopedi, 926 | Athos                | Grèce      |
| 1562        | XII            | Évangiles †                             | Monastère de Vatopedi, 928 | Athos                | Grèce      |
| 1563        | XIII           | Nouveau Testament (en plus Apc.) †      | Monastère de Vatopedi, 929 | Athos                | Grèce      |
| 1564        | XIV            | Évangiles †                             | Monastère de Vatopedi, 930 | Athos                | Grèce      |
| 1565        | XIII           | Évangiles †                             | Monastère de Vatopedi, 931 | Athos                | Grèce      |
| 1566        | XI/XII         | Évangiles †                             | Monastère de Vatopedi, 932 | Athos                | Grèce      |
| 1567        | XIII           | Évangiles †                             | Monastère de Vatopedi, 933 | Athos                | Grèce      |
| 1568        | XIV            | Évangiles †                             | Monastère de Vatopedi, 934 | Athos                | Grèce      |
| 1569        | 1307           | Évangiles †                             | Monastère de Vatopedi, 935 | Athos                | Grèce      |
| 1570        | XI             | Évangiles                               | Monastère de Vatopedi, 936 | Athos                | Grèce      |
| 1738        |                |                                         | |                      |            |
| 1739        | Xe siècle      | Actes des Apôtres, Épîtres cath., Paul  | Grande Laure, B 184 | Athos                | Grèce      |

## Minuscules 2001–2882
| #    | Date                | Contenu                      | Institution                                   | Ville      | Pays       |
| ---- | ------------------- | ---------------------------- | --------------------------------------------- | ---------- | ---------- |
| 2427 | c. 1300             | Évangile selon Marc          | Université de Chicago, Ms. 972                | Chicago    | États-Unis |
| 2495 | ca. 1400            | Évangiles, Actes des Apôtres | Monastère Sainte-Catherine du Sinaï, Gr. 1992 | Sinaï      | Égypte     |
| 2768 | 978                 | Évangiles, Épîtres cath.     | Bayerische Staatsbibliothek, Gr. 208          | Munich     | Allemagne  |
| 2802 | XIe siècle          | Évangiles, Épîtres de Paul   | Monastère de Grégoire, 158                    | Athos      | Grèce      |
| 2803 | XIVe siècle         | Évangiles, Actes, Paul       | Dimitriou monastery, 53                       | Athos      | Grèce      |
| 2804 | XIIIe siècle        | Évangiles                    | Chrysopodaritissis, 1                         | Patras     | Grèce      |
| 2805 | XIIe / XIIIe siècle | Actes, Paul                  | Studitu, 1                                    | Athènes    | Grèce      |
| 2806 | 1518                | Évangiles                    | Dousikou, 5                                   | Trikala    | Grèce      |
| 2807 | XIIIe siècle        | Paul                         | Bibliothèque nationale de Serbie, RS 657      | Belgrade   | Serbie     |
| 2808 | ca. 1300            | Évangiles                    | Bibliothèque nationale, 1                     | Kalymnos   | Grèce      |
| 2809 | XIVe siècle         | Évangiles                    | Bibliothèque nationale, 2                     | Kalymnos   | Grèce      |
| 2810 | 1514                | Évangiles                    | Moni Tatarnis, 2                              | Tripotamiá | Grèce      |
| 2811 | ca. 900             | Évangiles                    | School of Theology Library                    | Boston     | États-Unis |
| 2814 | ca. 1250            | Évangiles+Apocalypse de Jean | Bibliothèque Universitaire d'Augsbourg        | Augsbourg  | Allemagne  |
| 2882 | 900-1100            | Évangile selon Luc           | CSNTM                                         | Dallas     | États-Unis |